# 27
27 (XXVII) a fost un an obișnuit al calendarului iulian, care a început într-o zi de vineri.

## Nașteri
- dată necunoscută: Petroniu  (d. 66)